# Villebadin
Villebadin est une ancienne commune française, située dans le département de l'Orne en région Normandie, peuplée de 124 habitants (les Villebadinois), devenue le 1er janvier 2017 une commune déléguée au sein de la commune nouvelle de Gouffern en Auge.

## Géographie
La commune est au sud du pays d'Auge. Son bourg est à 4,5 km au nord-ouest d'Exmes, à 5,5 km au sud-est de Chambois, à 15 km à l'ouest de Gacé et à 16 km à l'est d'Argentan.
| Fel                    | Omméel                 | Omméel, Avernes-sous-Exmes |
| Le Bourg-Saint-Léonard | Villebadin             | Avernes-sous-Exmes         |
| Le Pin-au-Haras        | Le Pin-au-Haras, Exmes | Exmes                      |

## Toponymie
Le nom de la localité et attesté sous les formes Villa Badeni vers 1183, Viilebadain en 1413.
Si l'ancien français ville — hérité du latin villa et ayant le sens originel de « domaine rural » — est intégré fréquemment dans la toponymie, en particulier en Normandie, il est plus rare dans l'Orne et plus rare encore tête du toponyme. Selon René Lepelley, Badin est un patronyme.

## Histoire
En 1821, Villebadin, qui compte alors 38 habitants, absorbe les communes d'Argentelles (197 habitants, à l'est de son territoire), Barges (77 habitants, à l'ouest) et Champobert (que l'on écrit aujourd'hui Champaubert, 169 habitants, au sud).
Un viol, probablement commis par l'écuyer Jacques Le Gris à Villebadin, est jugé par la Cour du Parlement de Paris le 9 juillet 1386, donnant lieu à la dernière ordalie du royaume de France. Cette affaire criminelle est la base du livre d'Eric Jager (en) The Last Duel.

## Héraldique
| Blason de Villebadin | Blason  | De sable au lion coupé d'or et d'argent armé et lampassé de gueules. |
| Blason de Villebadin | Détails |                                                                      |

## Politique et administration
| Période                                  | Période       | Identité           | Étiquette | Qualité                      |
| ---------------------------------------- | ------------- | ------------------ | --------- | ---------------------------- |
| Les données manquantes sont à compléter. |               |                    |           |                              |
| mars 1959                                | 1985          | Roch Larivière     |           |                              |
| février 1985                             | avril 2014    | Françoise Boisard  | SE        | Retraitée                    |
| avril 2014                               | décembre 2016 | Philippe Toussaint | SE        | Retraité du secteur bancaire |

Le conseil municipal était composé de onze membres dont le maire et un adjoint.

## Démographie
L'évolution du nombre d'habitants est connue à travers les recensements de la population effectués dans la commune depuis 1793. À partir du 1er janvier 2009, les populations légales des communes sont publiées annuellement dans le cadre d'un recensement qui repose désormais sur une collecte d'information annuelle, concernant successivement tous les territoires communaux au cours d'une période de cinq ans. 
Pour les communes de moins de 10 000 habitants, une enquête de recensement portant sur toute la population est réalisée tous les cinq ans, les populations légales des années intermédiaires étant quant à elles estimées par interpolation ou extrapolation. Pour la commune, le premier recensement exhaustif entrant dans le cadre du nouveau dispositif a été réalisé en 2007,.
En 2021, la commune comptait 124 habitants, en évolution de −5,34 % par rapport à 2015 (Orne : −1,53 %, France hors Mayotte : +2,49 %).
Villebadin a compté jusqu'à 415 habitants en 1836, à la suite de la fusion de communes en 1821, mais les quatre communes totalisaient 515 habitants en 1806. Il faut cependant noter que les chiffres du recensement de 1831 n'ont pas été conservés ou relevés.
| 1793 | 1806 | 1821 | 1836 | 1841 | 1846 | 1851 | 1856 | 1861 |
| ---- | ---- | ---- | ---- | ---- | ---- | ---- | ---- | ---- |
| 24   | 35   | 38   | 415  | 386  | 361  | 343  | 326  | 326  |

| 1866 | 1872 | 1876 | 1881 | 1886 | 1891 | 1896 | 1901 | 1906 |
| ---- | ---- | ---- | ---- | ---- | ---- | ---- | ---- | ---- |
| 314  | 299  | 227  | 244  | 259  | 246  | 208  | 187  | 205  |

| 1911 | 1921 | 1926 | 1931 | 1936 | 1946 | 1954 | 1962 | 1968 |
| ---- | ---- | ---- | ---- | ---- | ---- | ---- | ---- | ---- |
| 220  | 211  | 207  | 212  | 186  | 236  | 217  | 185  | 168  |

| 1975 | 1982 | 1990 | 1999 | 2007 | 2011 | 2016 | 2021 | - |
| ---- | ---- | ---- | ---- | ---- | ---- | ---- | ---- | - |
| 150  | 131  | 133  | 133  | 147  | 134  | 129  | 124  | - |

| 1793 | 1800 | 1806 | 1821 |
| ---- | ---- | ---- | ---- |
| 168  | 186  | 227  | 197  |

| 1793 | 1800 | 1806 | 1821 |
| ---- | ---- | ---- | ---- |
| 78   | 107  | 88   | 77   |

| 1793 | 1800 | 1806 | 1821 |
| ---- | ---- | ---- | ---- |
| 143  | 157  | 165  | 169  |

## Lieux et monuments

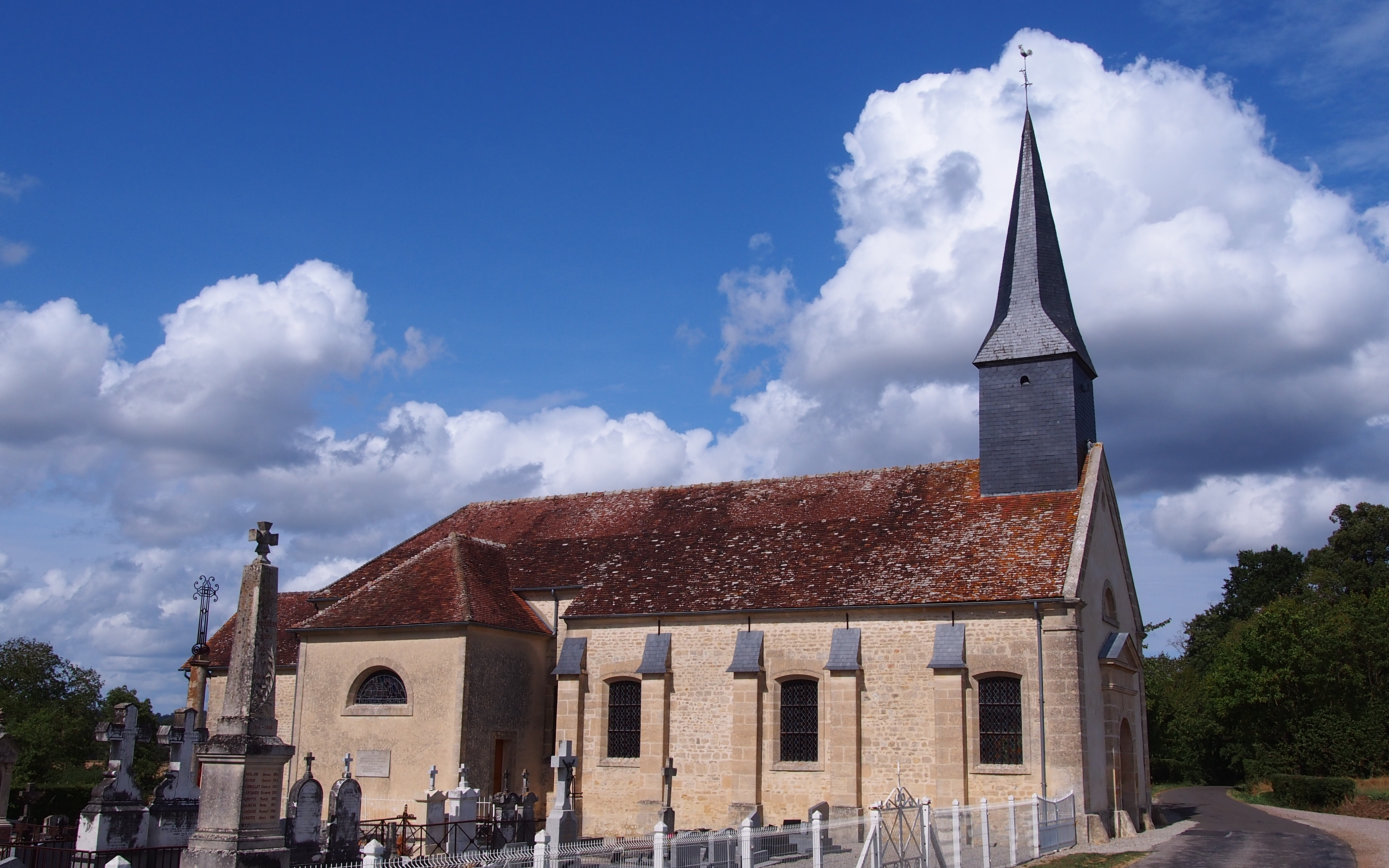
L'église Saint-Jean-Baptiste.

- Manoir d'Argentelles (XVe), classé aux Monuments historiques[17].
- Château de Villebadin (XVIIe) inscrit aux Monuments historiques[18].
- Manoir de Champaubert (XIXe).
- Église Saint-Jean-Baptiste de Villebadin (XIXe).
- Vestiges de l'église Notre-Dame-et-Saint-Laurent de Barges (XVIe).
- Les églises Notre-Dame d'Argentelles et Saint-Martin de Champaubert ont été détruites consécutivement à la fusion de communes.
- La Badonnière.

## Personnalités liées à la commune
- Jacques Le Gris (v. 1330 – 1386), écuyer et chevalier, considéré comme criminel.
- Maurice Poulin de La Fontaine (1620- 1676), procureur du roi en Nouvelle-France.
- Robert du Mesnil du Buisson (1895-1986), historien et archéologue